# Argyra badjaginae
Argyra badjaginae är en tvåvingeart som beskrevs av Negrobov och Maslova 2005. Argyra badjaginae ingår i släktet Argyra och familjen styltflugor. Inga underarter finns listade i Catalogue of Life.